# Арсентьев, Игорь Валентинович
И́горь Валенти́нович Арсе́нтьев (род. 30 марта 1985, Пинега, Пинежский район, Архангельская область, СССР) — российский государственный и муниципальный деятель, глава муниципального образования «Северодвинск» с 20 декабря 2022 года, бывший заместитель главы муниципального образования «Архангельск» по инфраструктурному развитию (20 июля 2022 — 13 декабря 2022), бывший глава Плесецкого района Архангельской области (октябрь 2019 — 20 июля 2022).

## Биография
Родился в 1985 году в посёлке Пинега Архангельской области в рабочей семье. Окончил Архангельский государственный технический университет по специальности инженер, а в 2007 году —
кафедру электроснабжения промышленных предприятий Северного арктического федерального университета. С 2006 года работал на крупных энергетических предприятиях Архангельской области, в 2018 году избрался депутатом Архангельского областного собрания, начав карьеру муниципального и государственного деятеля.
13 декабря 2022 года назначен исполняющим обязанности главы Северодвинска, сменив на должности Игоря Васильевича Скубенко, перед этим занимая должность заместителя главы Архангельска по инфраструктурному развитию. На посту главы муниципального образования особое внимание уделяет состоянию городской инфраструктуры. Ведёт личный Telegram-канал. Член партии «Единая Россия».